# Evrymenoi
Evrymenoi o Evrymenes (in greco Ευρυμενές?) è un ex comune della Grecia nella periferia dell'Epiro (unità periferica di Giannina) con 1 525 abitanti secondo i dati del censimento 2001.
Costituito nel 1996 nell'ambito della riforma Kapodistrias, è stato soppresso a seguito della riforma amministrativa, detta Programma Callicrate, in vigore dal gennaio 2011 ed è ora compreso nel comune di Zitsa.

## Località
Il comune è formato dall'insieme delle seguenti località (i nomi dei villaggi tra parentesi):
- Delvinakopoulo (Delvinakopoulo, Spilaio)
- Klimatia
- Kokkinochoma
- Lefkothea
- Paliouri
- Raiko
- Soulopoulo (Soulopoulo, Mikro Soulopoulo)
- Vasilopoulo (Vasilopoulo, Kastri)